# Сан-Мартин, Хосе де
Хосе́ Франси́ско де Сан-Марти́н-и-Мато́ррас (исп. José Francisco de San Martín y Matorras; 25 февраля 1778 — 17 августа 1850) — один из руководителей Войны за независимость испанских колоний в Латинской Америке 1810—1826, национальный герой Аргентины. Возглавлял первое правительство Перу.

## Биография
Родился в небольшом городке Япею на территории современной аргентинской провинции Корриентес, в семье состоятельных землевладельцев. Год его рождения точно не известен (см. en:Early life of José de San Martín), но традиционно считается, что это 1778.
Когда Хосе было 6 лет, его семья переехала в Испанию, где в 1785 году родители определили его в престижную мадридскую школу. В 1789 году Сан-Мартин бросил школу, несмотря на протесты родителей, завербовался в испанскую королевскую армию и отправился в свой первый поход — в Африку. В 1791[уточнить] году он сражается с арабами и берберами на подступах к Мелилье и Орану, в 1793 производится в младшие лейтенанты.
Впоследствии Сан-Мартин принимал участие в войнах с Францией, Англией, Португалией. Во время войны Испании с Французской Республикой служивший под началом генерала Рикардсона юный Сан-Мартин после битв при Пор-Ванде и Кольюре был повышен до лейтенанта. Затем был морским офицером, во время Войны второй коалиции, когда Испания уже была союзницей Франции против Англии, участвовал в сражении при Сан-Висенте (1797) и бою на борту испанского фрегата «Святая Доротея» (1798).
В период оккупации Испании войсками Наполеона (1808—1812 годы) Хосе де Сан-Мартин, чьего командира убили считавшие его коллаборионистом-афрансесадом повстанцы, возглавил один из партизанских отрядов на юге страны и проявил себя как блестящий военачальник, отличившийся личным мужеством. За взятие вражеской позиции на высотах под Архонильей был произведён в капитаны, а после победы при Байлене 19 июля 1808 года — в подполковники.
Однако в 1812 году Сан-Мартин выразил принципиальное несогласие со ст. 1 «Кадисской конституции», где декларировалась «общность испанцев обоих полушарий», и через Великобританию вернулся на родину, где уже развернулась Майская национально-освободительная революция против Испании. Вместе с Карлосом М. Альвеаром он создал в Лондоне на базе основанной венесуэльским генералом Франсиско Мирандой ложи патриотическое общество «Ложа рыцарей рационализма» (позже известное как «Ложа Лаутаро» — по имени вождя индейцев-мапуче, противостоящего испанским завоевателям в начале Арауканской войны в XVI веке) — и присоединился к освободительной борьбе против испанского господства.
3 февраля 1813 года полковник Сан-Мартин одержал первую победу в Южной Америке: при монастыре Сан-Лоренсо эскадрон из 125 человек под его командованием разбил экипаж испанской военной флотилии, действовавшей на реках Парана и Уругвай. В 1814 году Сан-Мартин стал командующим Северной армии аргентинских патриотов, боровшихся против испанской колонизации.

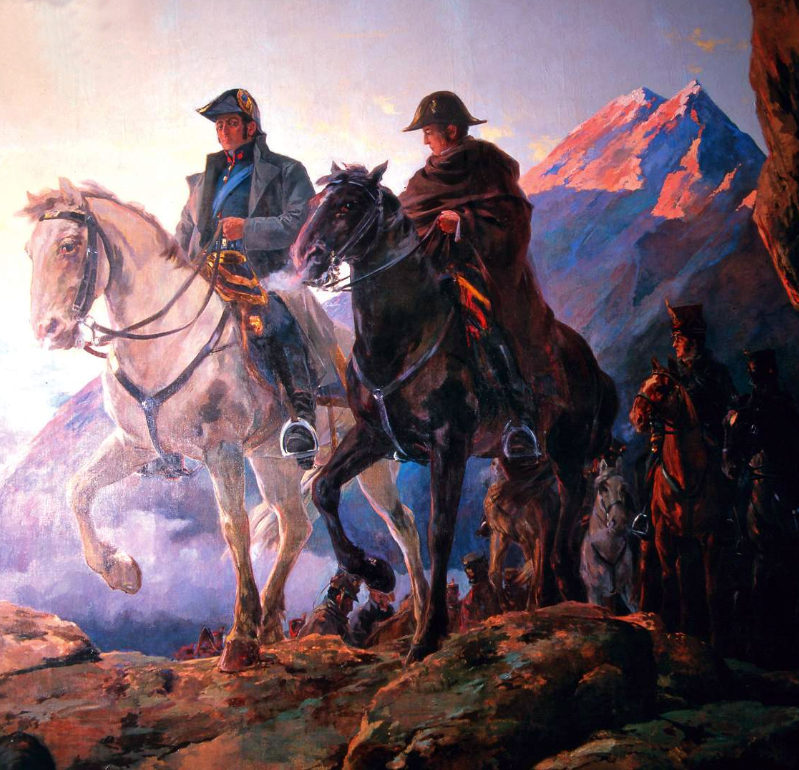
Генералы Сан-Мартин (слева) и О’Хиггинс (справа) переходят Анды

В 1816 году после провозглашения независимости Объединённых провинций Ла-Платы (с 1826 года Аргентина) стал главнокомандующим Андской армией и совершил переход через Анды в Чили, где Мануэль Родригес уже вёл гражданскую войну против колониальных властей. Сан-Мартин преодолел 500 км по горам с 4000 человек, из которых одна треть погибла в походе.
Разбив во главе Андской армии испанские войска в битвах при Чакабуко в феврале 1817 и Майпу в апреле 1818 гг., Сан-Мартин и его соратник Бернардо О’Хиггинс создали базу для чилийской независимости. Нанеся решающее поражение роялистскому командиру Мариано Осорио в битве при Майпу, Сан-Мартин заставили истощённые силы противника отступить к Консепсьону и уже не проводили крупных наступлений на Сантьяго. В свою очередь, опасения по поводу внутренних разногласий были устранены, когда О’Хиггинс приветствовал Сан-Мартина как спасителя страны, этот момент стал известен как «Объятие Майпу».
После освобождения Сантьяго Сан-Мартину предлагали стать Верховным правителем Чили, но он отклонил предложение, уступив этот пост О’Хиггинсу. Чтобы ещё больше обеспечить чилийскую независимость, Сан-Мартин предпринял ряд мер против вооружённых банд в горах, состоявших из преступников, роялистов и индейцев, которые пользовались порождённым войной хаосом и грабили сельскую местность. Эта борьба позже была названа Guerra muerte (Смертельная война) за её беспощадную тактику, поскольку ни партизаны, ни правительственные солдаты не брали пленных. Пока Сан-Мартин работал над установлением внутренней стабильности, О’Хиггинс также пытался защитить страну от дальнейших внешних угроз со стороны испанцев. Он сформировал чилийский флот как линию обороны против морских нападений, поставив шотландца лорда Кокрейна на пост адмирала.
В 1819 году — в ходе разгоревшейся гражданской войны в Аргентине — правительство Буэнос-Айреса потребовало от генералов Бельграно и Сан-Мартина двинуть подчинённые им войска против генерал-протектора Хосе Артигаса и губернатора провинции Санта-Фе Эстанислао Лопеса. Хосе де Сан-Мартин категорически отказался покинуть Андский ТВД.

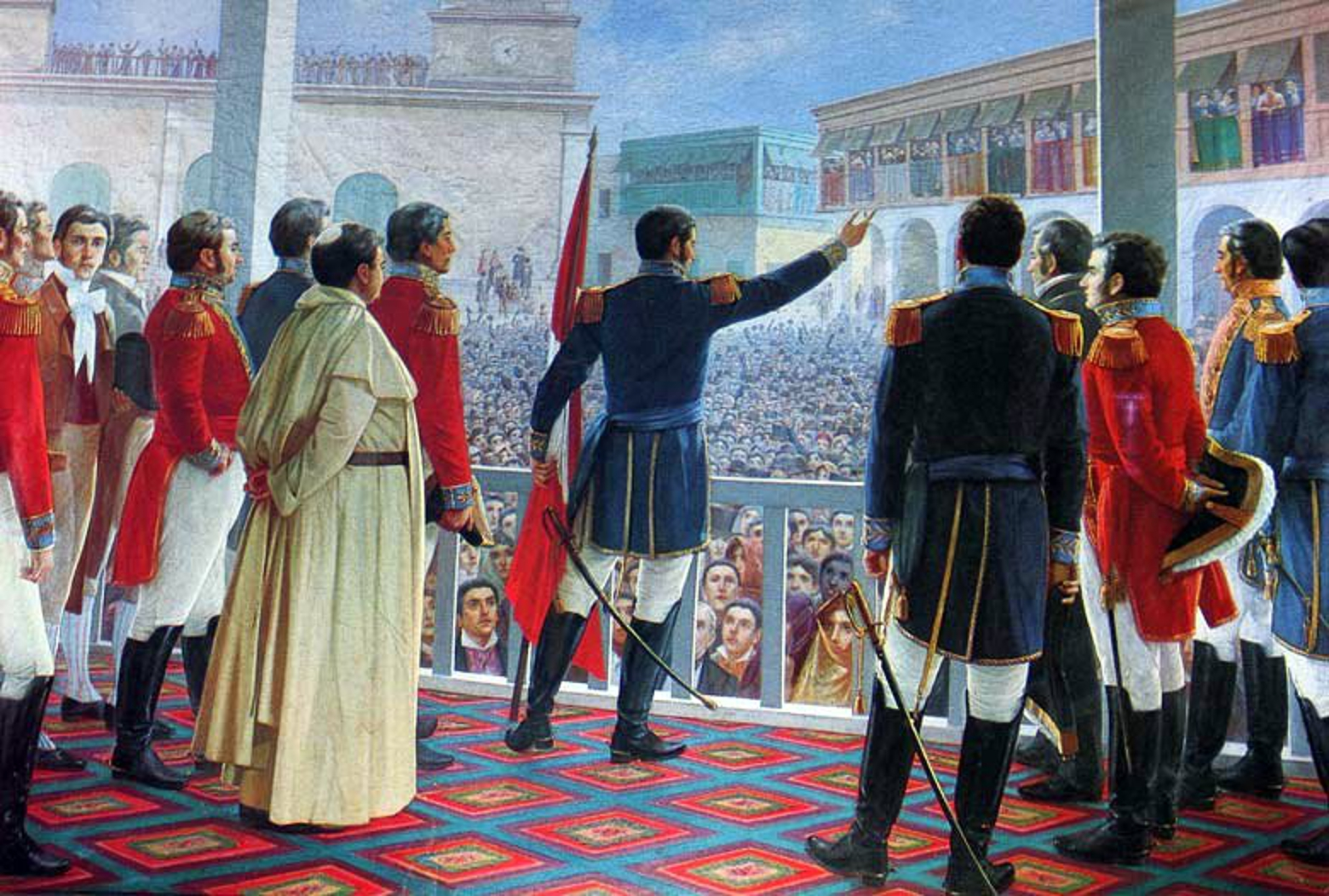
Сан-Мартин провозглашает независимость Перу

В любом случае, Сан-Мартин и О’Хиггинс были согласны с тем, что опасность не иссякнет до тех пор, пока всё Вице-королевство Перу не добьётся независимости от Испании. Таким образом, флот и армия были подготовлены к экспедиции в Перу, и 21 августа 1820 года Освободительная экспедиция отплыла из Вальпараисо. Высадившись 7 сентября в Писко Сан-Мартин в течение десяти месяцев изгнал испанцев из прибрежного Перу и 28 июля 1821 года провозгласил независимость страны. Он был удостоен титула Протектора свободы Перу и возглавил первое правительство этой страны. Все виды рабства, налагаемые на туземцев, такие как мита и янаконазго, были отменены, а туземцы получили гражданство. Он не отменил рабство полностью, поскольку в Перу было 40 000 рабовладельцев, и вместо этого провозгласил «свободу утробы», которая освободила сыновей рабов; он также освободил рабов роялистов, покинувших Лиму. Он также отменил инквизицию и телесные наказания и ввёл свободу слова.
Однако слишком осторожный Сан-Мартин не использовал ряд возможностей нанести решительный удар по испанским войскам, и война за освобождение затянулась.
В июле 1822 года на Гуаякильской конференции — встрече с Симоном Боливаром, освободившим от испанцев север Южной Америки, — Сан-Мартин и Боливар стремились обеспечить латиноамериканскую интеграцию, но разошлись во мнениях относительно типа правительства: Боливар предложил республику, а Сан-Мартин - конституционную монархию. Не получив реальной поддержки со стороны войск Боливара, Сан-Мартин сложил с себя обязанности протектора и отплыл из Лимы в Сантьяго, а оттуда, получив известия о смерти жены, — в аргентинский город Мендосу и затем в Буэнос-Айрес. Там он в чине капитана-генерала Чили и бригадного генерала Аргентинской конфедерации провинций прекратил свою военную и политическую деятельность.
Вместе с дочерью отбыл в Европу, прожив некоторое время в Лондоне, Брюсселе, одном из парижских пригородов и Булонь-сюр-Мере. Предлагал аргентинским президентам свои услуги во время войны с Бразилией и французской блокады Рио-де-ла-Платы, но оба раза его предложения отклоняли.
В своём завещании запретил устраивать себе торжественные похороны. Через 30 лет после его смерти, в мае 1880 года, останки Хосе де Сан-Мартина были перевезены в Буэнос-Айрес.

### Сан-Мартин и масонство
Существует две точки зрения относительно связи Сан-Мартина с масонами. Споры по этому вопросу не утихают на протяжении многих лет.
Некоторые историки, являющиеся сторонниками церковного взгляда, отрицают вероятность того, что Сан-Мартин был членом реальных масонских лож, в то же время, их оппоненты утверждают обратное.
В качестве аргументов, первые заявляют, что ложи, с которыми генерал имел дело на протяжении долгого периода времени, не являлись сугубо масонскими, а представляли собой группы, состоящие из борцов за независимость, которые адаптировали некоторые элементы масонства и их символы.

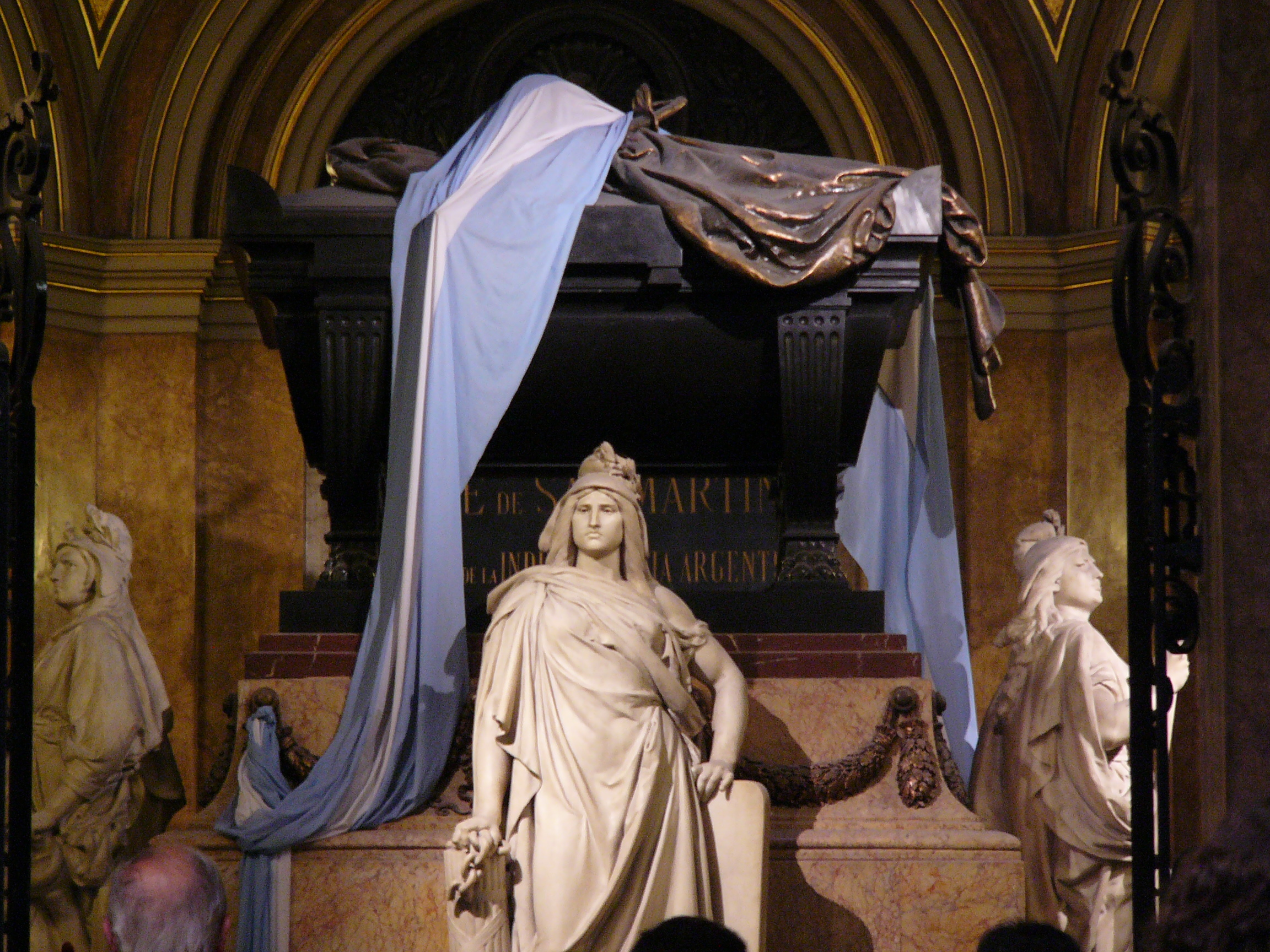
Гробница в соборе Буэнос-Айреса

С другой стороны, историк Эмилио Корбьер утверждает, что Сан-Мартин был масоном пятой степени.

## Память о Сан-Мартине
- Хосе де Сан-Мартин неоднократно изображался на аргентинских банкнотах и монетах.
- Надгробие Сан-Мартина — одна из главных достопримечательностей собора Буэнос-Айреса.
- Мемориал с конной статуей в Буэнос-Айресе (Луи-Жозеф Даума, 1862).
- Памятник Сан-Мартину в Вашингтоне (Огюст Дюмон, 1925).
- Памятник в Париже, в парке Монсури.
- Памятник в Киеве, в сквере «Полицейский садик».